# Jacques Galinier
Pour les articles homonymes, voir Galinier.
 (août 2019).
Si vous disposez d'ouvrages ou d'articles de référence ou si vous connaissez des sites web de qualité traitant du thème abordé ici, merci de compléter l'article en donnant les références utiles à sa vérifiabilité et en les liant à la section « Notes et références ».
Jacques Galinier, né en 1946, est un ethnologue français, directeur de recherche au CNRS. Il est membre du laboratoire d'ethnologie et de sociologie comparative (LESC) du CNRS et chargé de cours à l'université Paris Ouest Nanterre La Défense.
Spécialiste des Otomi du Mexique (Sierra Madre orientale), chez lesquels il a séjourné à plusieurs reprises depuis 1969, il s'est spécialement intéressé aux techniques, à l'habitat et à l'organisation sociale. Acquérant une meilleure connaissance de la langue vernaculaire, il approfondit les relations entre l'image du corps et le cosmos, à partir de l'exégèse indigène. Dès lors, c'est à la compréhension de l'appareil psychique qu'il s'est attaché. Avec ses collègues anthropologues Patrice Bidou et Bernard Juillerat (amazoniste et océaniste respectivement), il propose de revenir sur les apports de la psychanalyse à l'anthropologie (voir bibliographie). 
Jacques Galinier est membre du comité de rédaction de L'Homme, du Journal de la Société des américanistes et des Ateliers d'anthropologie. Il est également Editorial Advisor au Journal of the SouthWest (Université d’Arizona). Il enseigne à l'Université Paris Ouest Nanterre La Défense et est aussi régulièrement invité à l'Université Complutense de Madrid en Espagne et à l'Universidad nacional autonoma de Mexico au Mexique.